# Najas grossareolata
Najas grossareolata là một loài thực vật có hoa trong họ Hydrocharitaceae. Loài này được L.Triest mô tả khoa học đầu tiên năm 1988.